# 湯利文法學校
湯利文法學校（英語：Townley Grammar School） 是一個學院制的文法學校女子學校。這間學校位於英格蘭倫敦貝克斯利區貝克斯利希斯。這間學校曾經名稱為貝克斯利女子工業學校（Bexley Technical School for Girls）。
2018年6月，學校在BBC二台的紀錄片Grammar Schools: Who Will Get In?中出現。

## 學習
六年级的考生考试成绩优异；超过98%的学生在18岁时进入高等教育，学校经常出现在《星期日泰晤士報》「好学校指南」中。
2008年，該校有4名學生進入牛劍學習，是貝克斯利區公立學校中人數最多的。
在GCSE考試中，學生表現良好，一直保持100%的通過率
只有通过適齡普考才能获得入学资格。

## 外部連結
- Official website （页面存档备份，存于）